# Phalcochina
Phalcochina is een geslacht van hooiwagens uit de familie Assamiidae.
De wetenschappelijke naam Phalcochina is voor het eerst geldig gepubliceerd door Roewer in 1927. 

## Soorten
Phalcochina is monotypisch en omvat slechts de volgende soort:
- Phalcochina albistriata